# Oreol 3
Oreol 3, también conocido como Aureole 3 y ARCAD 3, fue el nombre de un satélite artificial fruto de la colaboración entre la soviético y Francia y construido con el bus AUOS. Fue lanzado bajo el programa Intercosmos de cooperación internacional el 21 de septiembre de 1981 desde el cosmódromo de Plesetsk mediante un cohete Tsiklon.

## Objetivos
La misión de Oreol 3 era estudiar la magnetosfera e ionosfera terrestres y la naturaleza de las auroras polares mediante la medición de la densidad y temperatura de electrones y la velocidad del plasma, de partículas energéticas en el rango entre 0,1 eV y 255 keV y de electrones con energías por encima de 500 keV, de los campos eléctricos y magnéticos (de 0 a 10 Hz), de ondas ELF y VLF entre 0,01 y 16 kHz, de los campos eléctricos a frecuencias de 0,1 a 16 MHz y mediante la realización de fotometría auroral a longitudes de onda de 4278, 4861 y 6300 angstroms.

## Características
La porción central del satélite consistía en un cilindro presurizado de 1,6 m de diámetro por 2,7 m de altura, del que sobresalían las antenas de telemetría y comunicación, los paneles solares y seis mástiles con los instrumentos científicos. La nave se estabilizaba en los tres ejes mediante el uso de momentos de fuerza magnéticos y gradiente gravitatorio. Los paneles solares producían hasta 250 vatios de potencia, alimentando baterías de 28 voltios. El satélite llevaba 12 experimentos: 4 soviéticos, 7 franceses y uno construido conjuntamente entre ambas partes.